# Leo Kubiak
Leo Roman Kubiak (25 dicembre 1927) è un ex cestista ed ex giocatore di baseball statunitense, professionista nella NBL, nella NBA e nella NPBL.

## Carriera
Venne selezionato dai Rochester Royals nel Draft BAA 1948.